# Ludwig Bohnstedt

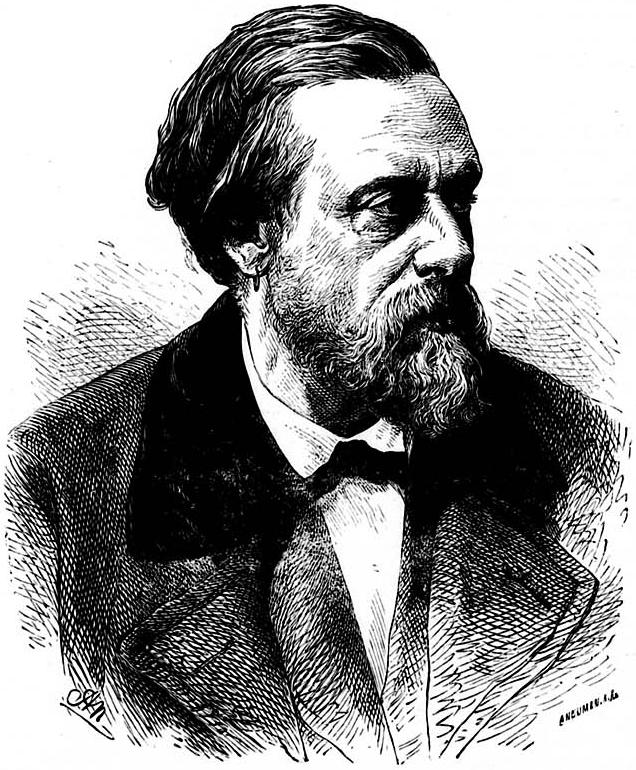
Ludwig Bohnstedt

Ludwig Franz Karl Bohnstedt, född 27 oktober 1822 i Sankt Petersburg, död 3 januari 1885 i Gotha, var en tysk arkitekt.
Bohnstedt studerade 1839-42 i Berlin och Italien, blev 1858 professor vid Konstakademien i Sankt Petersburg, men flyttade 1863 till Gotha. En mängd byggnader (offentliga och privata) i Sankt Petersburg, Moskva, Riga, Helsingfors, Baden-Baden och Gotha utfördes av honom. Hans mest betydande verk är förslaget till riksdagshus i Berlin, vilka belönades med första priset, men ej kom till utförande.

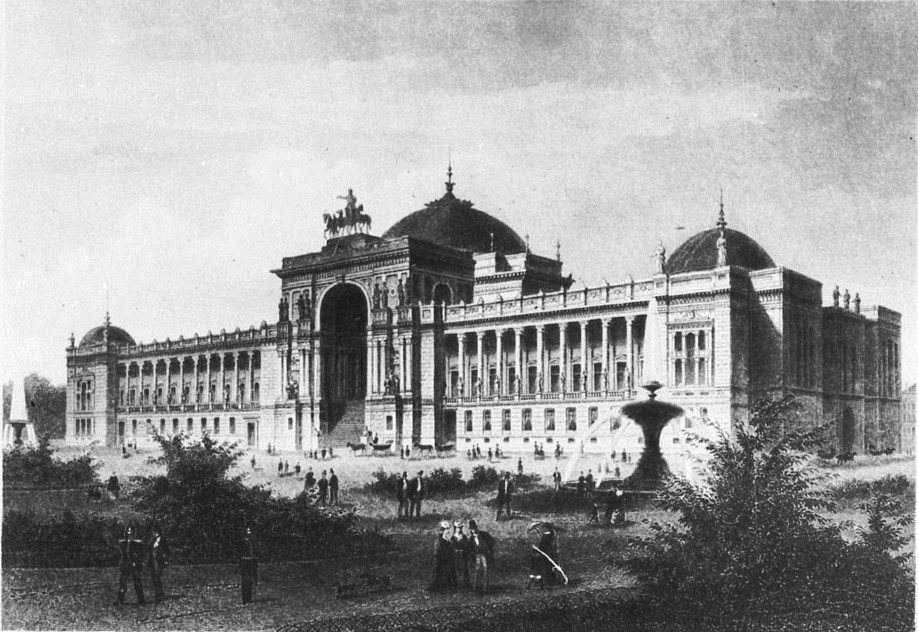
Bohnstedts utkast till riksdagshus